# Luteranismo
O luteranismo é um dos principais segmentos do protestantismo, com aproximadamente mais de 77 milhões de fiéis, que tem por base a teologia de Martinho Lutero, um frade católico, reformador e teólogo alemão. Surgiu a partir dos esforços de Martinho Lutero em reformar a doutrina e prática da Igreja Católica, até então a tradição cristã dominante no ocidente, o que originou a Reforma Protestante. As Igrejas Luteranas aderem à Bíblia como a principal e maior autoridade (doutrina conhecido como Sola scriptura) e aos três Credos (Apostólico, Niceno e Atanasiano), com a doutrina luterana sendo explicada no Livro de Concórdia. Os luteranos se consideram em continuidade com a igreja apostólica original e afirmam os escritos dos Padres da Igreja e os quatro primeiros concílios ecumênicos.
A Reforma Protestante teve como início a publicação das 95 Teses, que foram divulgadas nos territórios de língua alemã do Sacro Império Romano-Germânico criticando algumas práticas da Igreja Católica, contrariando as autoridades governamentais e eclesiásticas da época. Durante a Reforma, o luteranismo tornou-se a religião oficial de vários estados do norte da Europa, especialmente no norte da Alemanha, Escandinávia e a então Ordem da Livônia (território o qual hoje corresponde a Letônia). A divisão entre os católicos romanos e os luteranos aconteceu em 1521 com a Dieta de Worms, onde Lutero e todos seus seguidores foram oficialmente excomungados pela Igreja Católica. A divisão tinha por base a doutrina da justificação, sendo que Lutero advocava-a através do princípio de que "a salvação vem somente pela graça, somente pela fé e somente por Cristo", contrariando o ponto de vista romano, que se baseava em uma "salvação pelo amor e pelas boas obras". Em 1530 foi publicada a Confissão de Augsburgo, clarificando as posições das igrejas luteranas, se tornando sua principal confissão de fé. As posições que as igrejas que se separaram e seguiram foram eventualmente codificadas no Livro de Concórdia em 1580, que possui os documentos confessionais do luteranismo. 
Ao contrário de outras igrejas cristãs que surgiram por meio da Reforma, assim como o calvinismo, o luteranismo mantém muitas práticas litúrgicas, mantendo até hoje a Missa como era praticada na Alemanha no século XVI na forma do Serviço Divino (alemão: Gottesdienst), e ensinamentos sacramentais do período pré-Reforma, com uma ênfase particular na eucaristia, ou "Santa Ceia", afirmando a presença real de Cristo por meio da União Sacramental, e do Batismo, ensinando a "regeneração pelo batismo" e batismo infantil. Seguindo a doutrina da Sola scriptura, a tradição é subordinada às Escrituras e é valorizada por seu papel na proclamação do Evangelho. Os principais pontos em que o luteranismo difere das outras igrejas cristãs são o propósito da Lei de Deus, a vocação eficaz, a perseverança dos santos e a predestinação. 
No seu conjunto, o luteranismo é a segunda maior confissão cristã do ocidente (atrás do catolicismo romano), contando ao todo com aproximadamente 80 milhões de fiéis, concentrados sobretudo nos países da Escandinávia. Desde 1525 com a Prússia, o luteranismo se tornou a igreja estatal de vários países europeus. As maiores igrejas locais são a sueca (a Igreja da Suécia) e a alemã (Igreja Evangélica na Alemanha).

## Etimologia

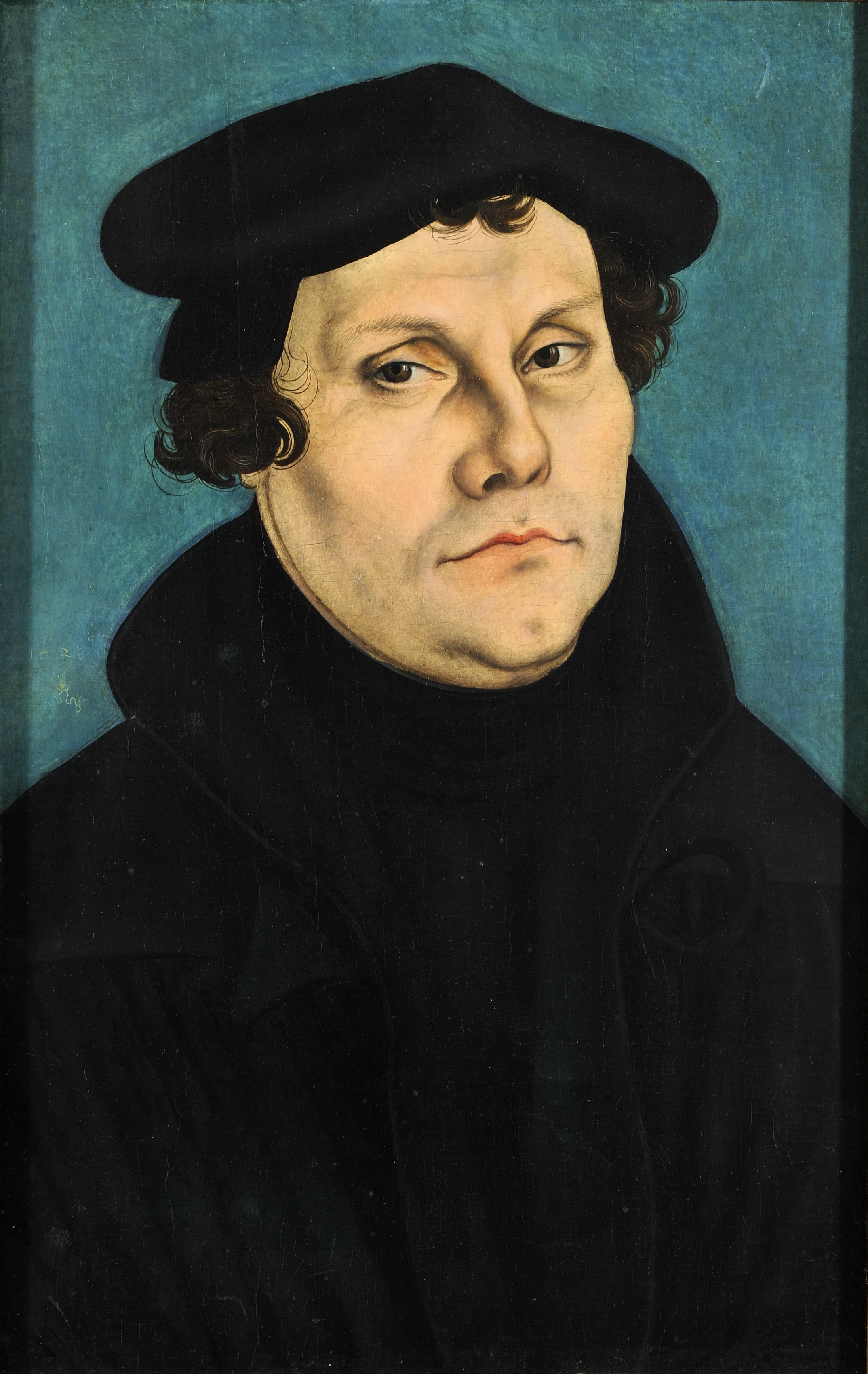
Martinho Lutero, uma pintura de 1529 de Lucas Cranach, o Velho

O nome "luterano" surgiu como um termo pejorativo empregado por João Maier contra Martinho Lutero durante o Debate de Leipzig de julho de 1519. Maier e outros católicos romanos seguiram a prática tradicional de nomear uma heresia utilizando o nome de seu líder, assim rotulando a todos que se identificavam com a teologia de Lutero como "luteranos".
Martinho Lutero, em todas suas convenções, nunca utilizou o termo "luterano", preferindo em qualquer ocasião referir o movimento da reforma como "Evangélico", o qual deriva da palavra em grego euangelion, que em português significa "boas novas", "evangelho", i.e. "Gospel". Os próprios luteranos começaram a utilizar o termo na metade do século XVI para assim distinguir-se dos outros grupos que foram formados na Reforma, como os calvinistas e os anglicanos. Em 1597, os próprios teólogos de Wittenberg definiram-se a si próprios como "luteranos", tornando assim o termo tradicional e usado em todo o mundo até os dias de hoje.
Dito isto, muitas opiniões pessoais de Martinho Lutero não foram adotadas pelas Igrejas Luteranas na Confissão de Augsburgo (a principal confissão de fé da Igreja Luterana) e, como o luteranismo manteve muitas das práticas litúrgicas e devocionais pré-Reforma, a Reforma Luterana é geralmente considerada a mais tradicionalista dentre as tradições protestantes.

## Luteranismo

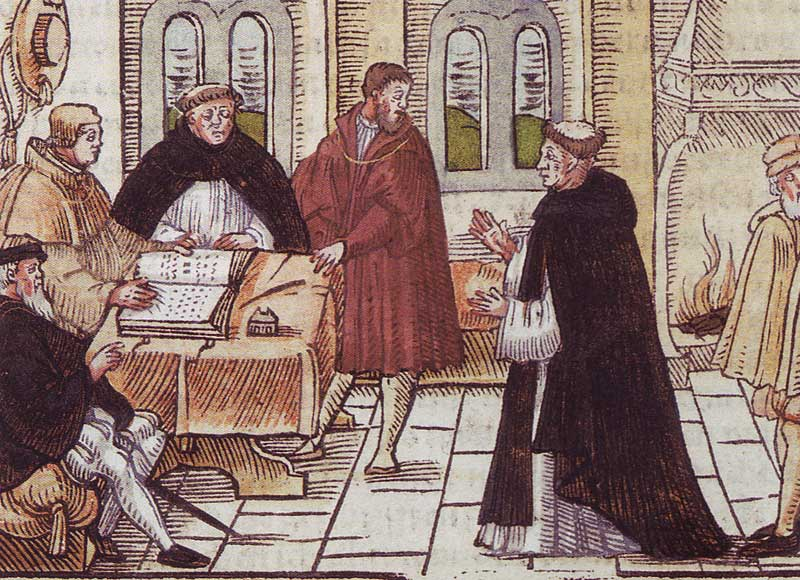

Martinho Lutero, um católico romano fervoroso, decidiu entrar para o claustro num mosteiro Agostiniano, sendo ordenado padre em 1507. Segundo alguns historiadores, isto ocorreu devido a um acontecimento sobrenatural, no qual ele sobreviveu a uma tempestade na estrada, após ter dito: "Ajuda-me Santa Ana! E tornar-me-ei monge!".
No mosteiro, Lutero vivia em angústias e desespero por dúvidas que tinha sobre seus méritos espirituais. Quanto mais refletia, tanto mais cresciam suas dúvidas e incertezas. Não possuía, por isso, paz de alma e via Deus como um severo juiz pronto a castigar os pecadores.
Lutero tornou-se doutor em Teologia e passou a lecionar na Universidade de Wittenberg. Sendo um dos privilegiados a ter acesso a uma Bíblia, Lutero desenvolveu nova visão teológica lendo as palavras de Romanos 1.17: "mas o justo viverá pela fé". Ele dizia que o perdão e a vida eterna não são conquistados por nós mediante as obras, mas nos são dados gratuitamente mediante a fé em Jesus Cristo, o que Lutero afirmou com base na Epístola aos Efésios, capítulo 2, versículos 8 e 9: "Porque pela graça sois salvos, por meio da fé; e isto não vem de vós, é dom de Deus. Não vem das obras, para que ninguém se glorie".

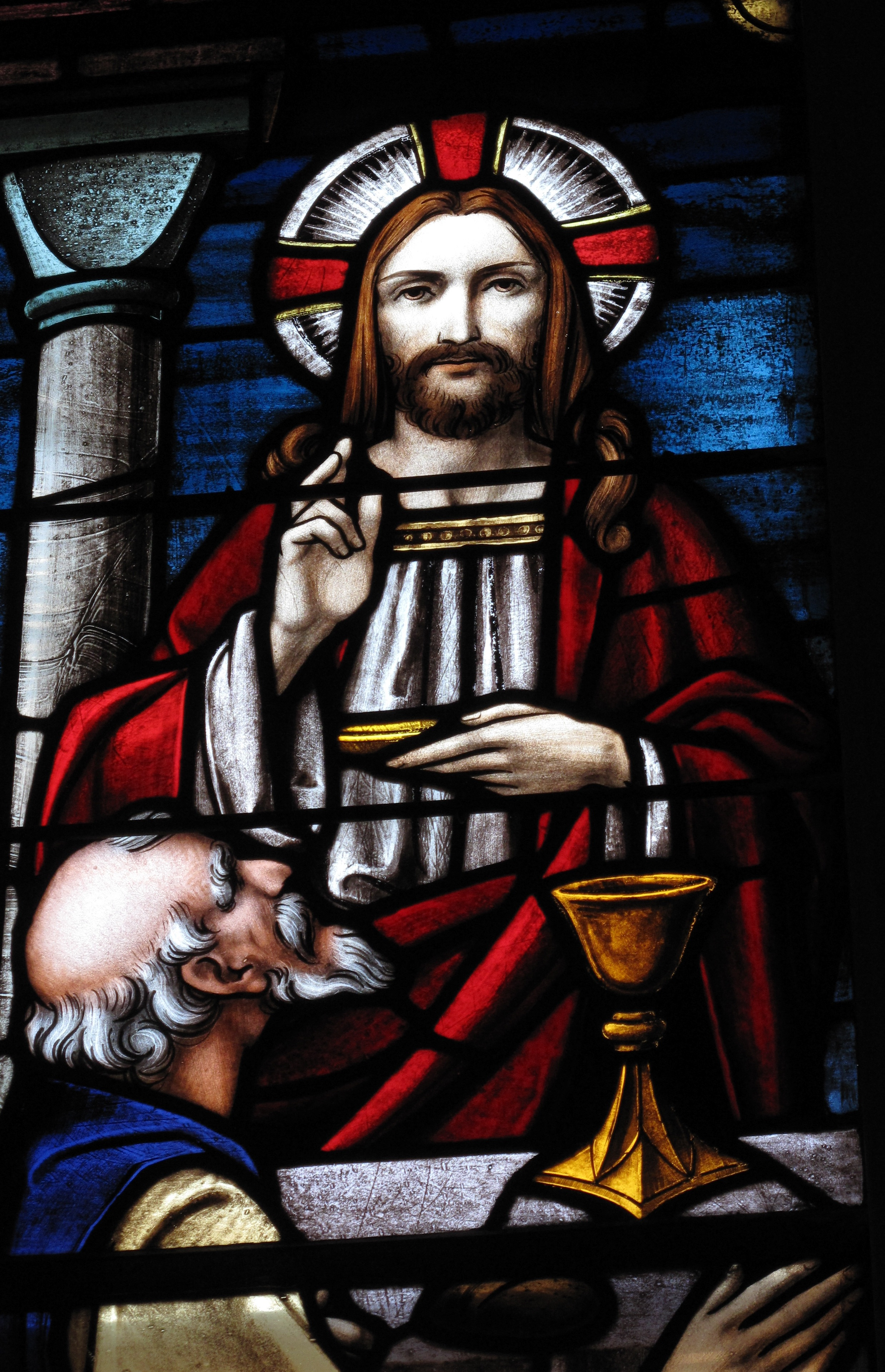
A comunhão sagrada, vitral na paróquia luterana de São Mateus em Charleston, Carolina do Sul

Em 1517, na Alemanha, o professor e monge Martinho Lutero fixou à porta da Catedral de Wittenberg 95 teses criticando a atuação do papa e do alto clero. Elas se propagaram rapidamente, mesmo com a intervenção da Igreja. Lutero foi apoiado por parte da população e pela nobreza que, desejosa de conquistar terras até então sob domínio de Roma (na região da atual Alemanha), o protegeram da perseguição do papa, poupando-o da fogueira, mas não da excomunhão.
Alguns exemplos dessas teses:
"Tese 27: Pregam a doutrina humana os que dizem que, tão logo seja ouvido o tilintar da moeda lançada na caixa, a alma sairá voando."
"Tese 32: Serão condenados em eternidade, juntamente com seus mestres, aqueles que se julgam seguros de sua salvação através de cartas de indulgência."
"Tese 86: Por que o papa, cuja fortuna é hoje maior que a dos mais ricos crassos, não constrói com seu próprio dinheiro ao menos a Basílica de São Pedro, em vez de fazê-lo com o dinheiro dos pobres fiéis?"
Lutero, então, passou a participar de vários debates teológicos com autoridades civis e eclesiásticas que tentavam fazê-lo abrir mão de suas ideias e retratar-se de críticas à Igreja e ao papa. Em 1520, Lutero foi excomungado pelo papa e, no mesmo ano, queimou a bula de excomunhão em praça pública, rompendo assim com a Igreja Católica da época. Em 1530, surgiu a Confissão de Augsburgo que foi escrita por Lutero e Filipe Melâncton, um fiel companheiro seu. Este documento trazia um resumo dos ensinos luteranos.
Uma das principais preocupações de Lutero era que todas as pessoas pudessem ler o livro no qual os ensinamentos da Igreja Católica estariam escritos e assim poderem tirar suas próprias conclusões. Por isto Lutero traduziu a Bíblia para o alemão para que todos pudessem lê-la em sua própria língua. Alguns anos mais tarde, a Bíblia foi traduzida para o inglês, francês e espanhol; as pessoas passaram a ler a Bíblia e terem suas próprias conclusões. Aos poucos, a Igreja Católica foi perdendo poder e influência. Depois de Lutero, a Igreja Católica nunca mais conseguiu exercer o forte domínio sobre a Europa como tinha antes da Reforma Protestante.

## As Confissões Luteranas

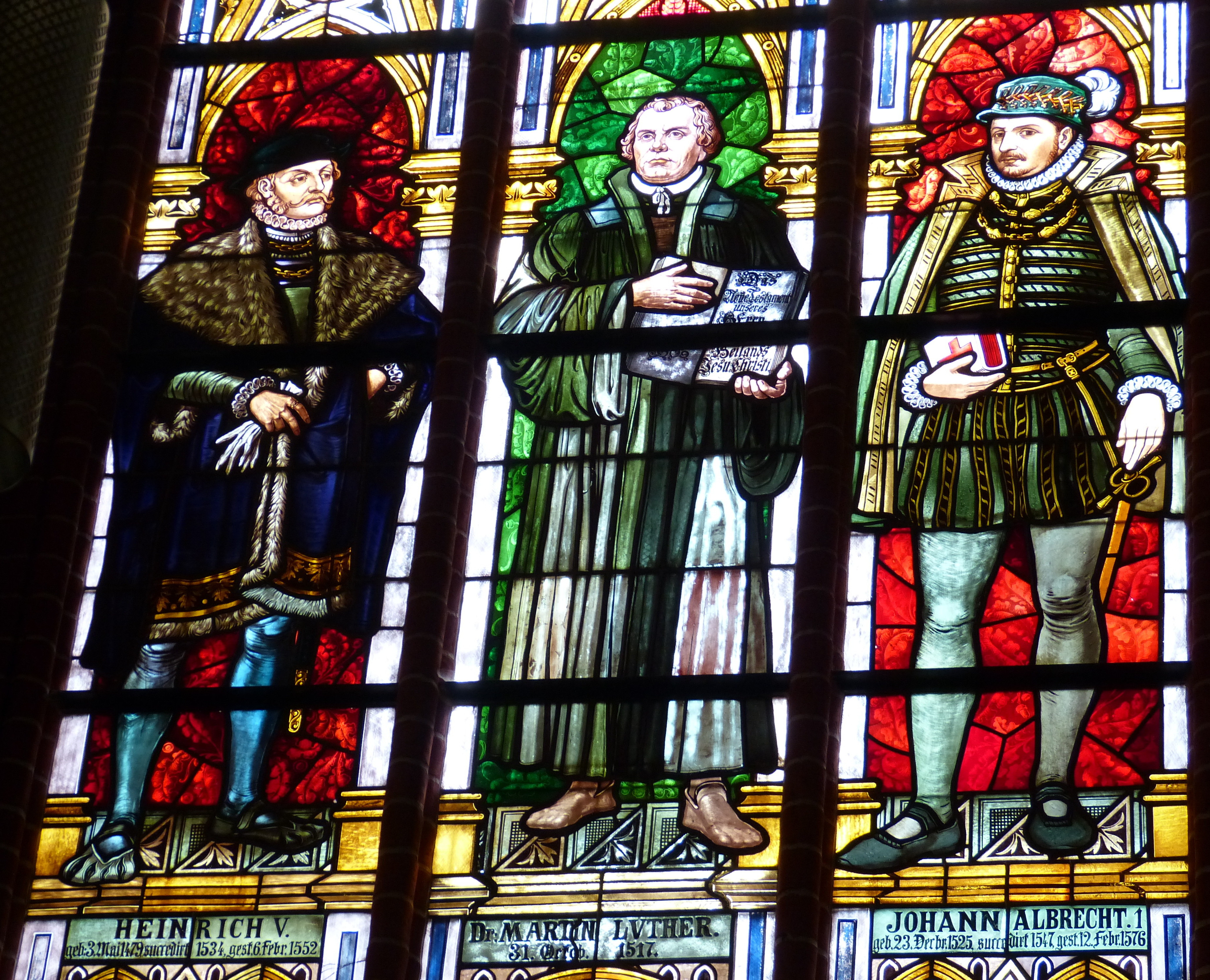
Lutero em um vitral da Igreja de Sternberg

As Confissões Luteranas podem também ser consideradas como estandarte, em torno do qual os luteranos cerram fileiras em defesa de suas visões doutrinárias da Escritura sagrada contra o erro, ou podem ser consideradas como uma bandeira, à qual os mestres da igreja prestam juramento de fidelidade. Cada membro da Igreja Luterana deve subscrever não apenas a Bíblia, mas também as confissões como exposição correta das doutrinas bíblicas. Para o leigo isto significa, ao menos, o Catecismo de Lutero; para o pastor e professor, significam todas as confissões adotadas pela Igreja Luterana. O livro que compele todas as confissões luteranas é chamado de Livro de Concórdia, possuindo a Confissão de Augsburgo, a Apologia da Confissão de Augsburgo, os Artigos de Esmalcalda, o Tratado Sobre o Poder e Primado do Papa, Catecismo Maior e Menor de Lutero e a Fórmula de Concórdia.
Em suas constituições, os grupos luteranos – congregações, bem como sínodos – geralmente definem sua posição doutrinária mais ou menos nestas palavras: "Confessamos que os livros canônicos do Antigo e do Novo Testamento são a palavra de Deus inspirada e, portanto, a única regra de fé e vida, e que as confissões da Igreja Luterana são uma exposição correta das doutrinas desta palavra". Por que esta firme insistência, como resumido nas confissões luteranas? Porque para luteranos não pode haver nada mais importante do que as doutrinas expostas conforme sua interpretação da Bíblia.
Em vista do precedente, segundo sua interpretação, o termo "igreja" jamais deveria ser empregado para definir um grupo religioso que não pertence ao Senhor como seu corpo (Ef. 1.22,23). Uma seita que, de acordo com sua visão, nega a divindade de Jesus, como a dos unitaristas não deveria ser chamada igreja.
Escreve Lutero nos Artigos de Esmalcalda: "Graças a Deus, (hoje) uma criança de sete anos de idade sabe o que é a igreja, a saber, os santos crentes e cordeiros que escutam a voz do seu Pastor" (parte III, art. XII, cf. Livro de Concórdia, p. 338). Em seu Catecismo Maior, ele apresentou essa definição clássica: "Eu creio que há sobre a terra um pequeno grupo santo e congregação de santos puros sob uma cabeça, Cristo, chamados pelo Espírito Santo para uma fé, uma mente e uma compreensão, com dons multiformes, entretanto concordando em amor, sem seitas nem cismas. Também faço parte do mesmo, sendo participante e coproprietário de todos os bens que possui, trazido a ele e incorporado nele pelo Espírito Santo pelo ouvir e pelo continuar a ouvir a palavra de Deus, que é o processo de iniciação nele. Pois, anteriormente, antes de termos alcançado isto, pertencíamos ao diabo, nada sabendo de Deus e de Cristo. Assim, até o último dia, o Espírito Santo permanece com a santa congregação, ou cristandade, por intermédio da qual ele nos traz a Cristo, e é ela que o Espírito Santo utiliza para nos ensinar a pregar a palavra; pela igreja ele age e promove a santificação, fazendo-a crescer diariamente e fortalecendo-a na fé e nos frutos que ele faz produzir". (O Credo. Art. III, cf. Livro de Concórdia, p. 454).

### A Confissão de Augsburgo
A Confissão de Augsburgo é o documento que Filipe Melâncton escreveu e que foi apresentado, como sendo o testemunho luterano, ao imperador Carlos V e à Dieta do Santo Império Romano, a 25 de junho de 1530. Compõe-se de vinte e oito artigos. Destes, os primeiros vinte e um apresentam a doutrina luterana e sintetizam os ensinamentos de Martinho Lutero. Eles tentam provar que os luteranos não estavam ensinando novas doutrinas, contrárias às Escrituras Sagradas, e que não constituíram uma nova seita religiosa. Os artigos XXI a XXVIII pretendem tratar dos abusos medievais que os luteranos tinham corrigido.
Sua leitura angariou prosélitos importantes. O bispo Stadion de Augsburgo teria afirmado: "O que foi lido é a pura verdade, e nós não podemos negá-lo". Quando João Eck, um dos mais ativos adversários de Lutero, supostamente disse ao duque Guilherme da Baviera que ele era capaz de refutar a Confissão de Ausburgo com os pais eclesiásticos, mas não com as Sagradas Escrituras, Guilherme teria respondido: "Assim, pois, ouço que os luteranos estão com a Escritura e nós, que seguimos o pontífice, fora dela".

## Os credos ecumênicos

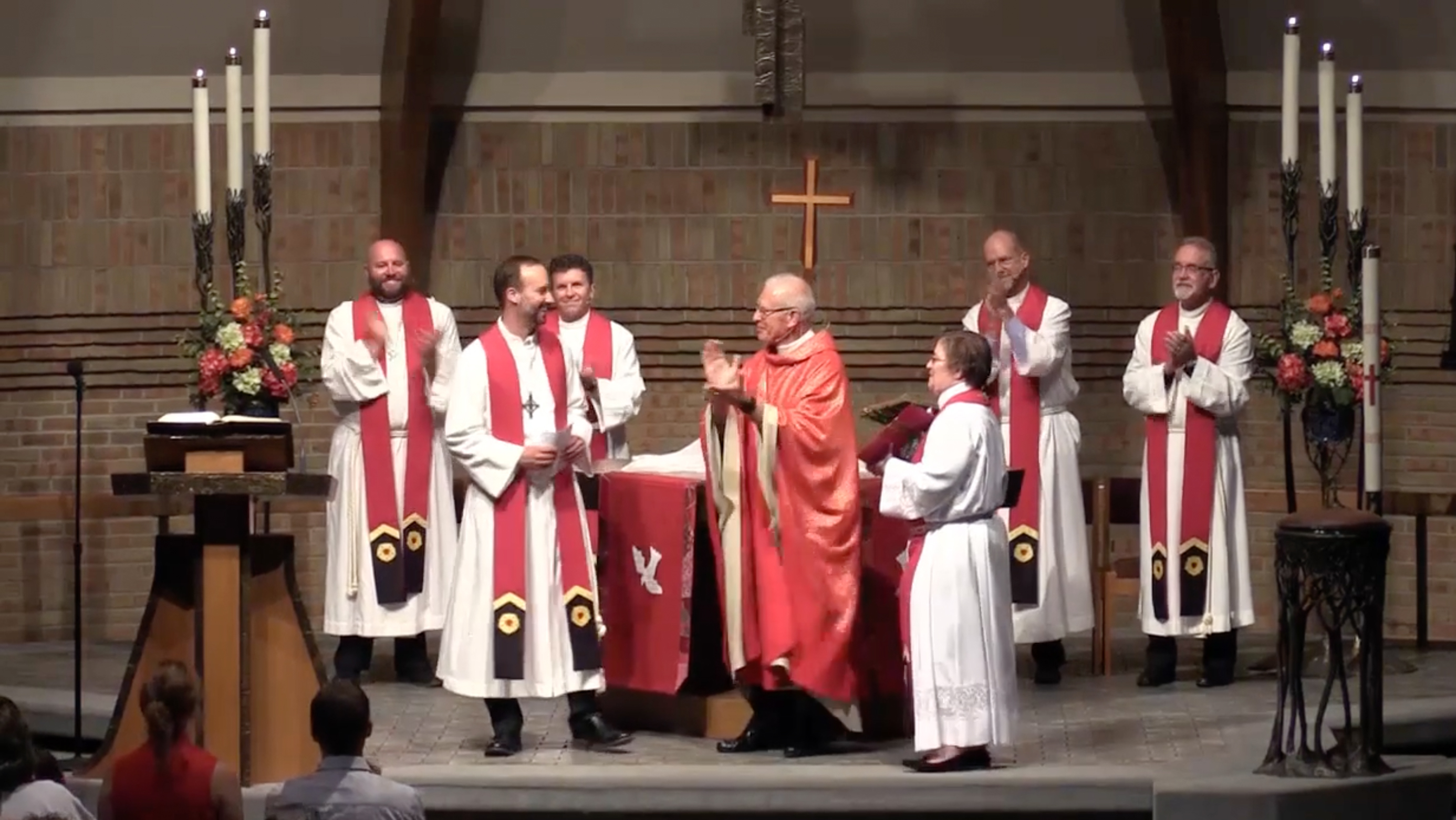
Pastores durante o culto luterano.

Em resposta à acusação de que a Igreja Luterana se desviou da antiga fé da Igreja Cristã e era, por isso, uma nova seita, os pais luteranos oficialmente declararam sua concordância total com os credos ecumênicos. No prefácio da Fórmula de Concórdia declararam: "E porque imediatamente depois do tempo dos apóstolos e mesmo enquanto eles ainda viviam, falsos mestres e hereges se levantaram, símbolos, isto é, confissões breves e concisas, foram compostos contra eles na igreja primitiva, que foram considerados como a unânime, universal fé cristã e a confissão da Igreja Ortodoxa e verdadeira, a saber, o Credo dos Apostólos, o Credo Niceno, e o Credo Atanasiano; juramos fidelidade a eles, e deste modo rejeitamos todas as heresias e doutrinas, que, contrárias a eles, têm sido introduzidas na igreja de Deus".
A primeira confissão da fé cristã foi o Credo Apostólico. Divergências posteriores levaram à formulação do Credo Niceno (325) e do Credo Atanasiano (451). Essas três confissões são conhecidas como credos ecumênicos ou universais.
Contudo, com o passar dos tempos, segundo a visão luterana, a Igreja foi se desviando da verdade bíblica. Vozes que clamavam contra o erro foram silenciadas. Martinho Lutero, monge agostiniano, doutor em Teologia e professor da Bíblia na Universidade de Wittenberg, Alemanha, postulou que a igreja estava desviada da verdade bíblica. A Igreja Luterana vê em Lutero um instrumento de Deus para reconduzir a igreja às verdades bíblicas e considera ainda que Deus preparou outros homens fiéis que participaram da causa da Reforma.
Os seguintes documentos formam as Confissões Luteranas:
- Catecismo Menor (1529), um resumo de interpretações bíblicas, escritas para o povo.[14]
- O Catecismo Maior (1529), as mesmas interpretações detalhadamente explicadas para adultos.
- A Confissão de Augsburgo (1530), a principal confissão luterana.
- A Apologia (1531), uma defesa da Confissão de Augsburgo.
- Os Artigos de Esmalcalde (1537) reafirmam os ensinos da Confissão de Augsburgo e expõem, com mais profundidade, a doutrina da Ceia do Senhor, segundo a visão luterana.
- A Fórmula de Concórdia (1577), que define o pecado original, a impossibilidade de o homem salvar-se por suas próprias forças e a pessoa e obra de Cristo.

As confissões foram reunidas no Livro de Concórdia, em 1580, que é aceite hoje por muitas igrejas luteranas no mundo. Essas igrejas afirmam: " Aceitamos todos os livros canônicos das Escrituras Sagradas do Antigo e Novo Testamentos, como palavra infalível de Deus e, como exposição correta da Escritura Sagrada, aceitamos os livros simbólicos reunidos no Livro de Concórdia." A Escritura ou Bíblia Sagrada é a única norma na igreja para doutrina e praxe.

## Doutrina

### Bíblia

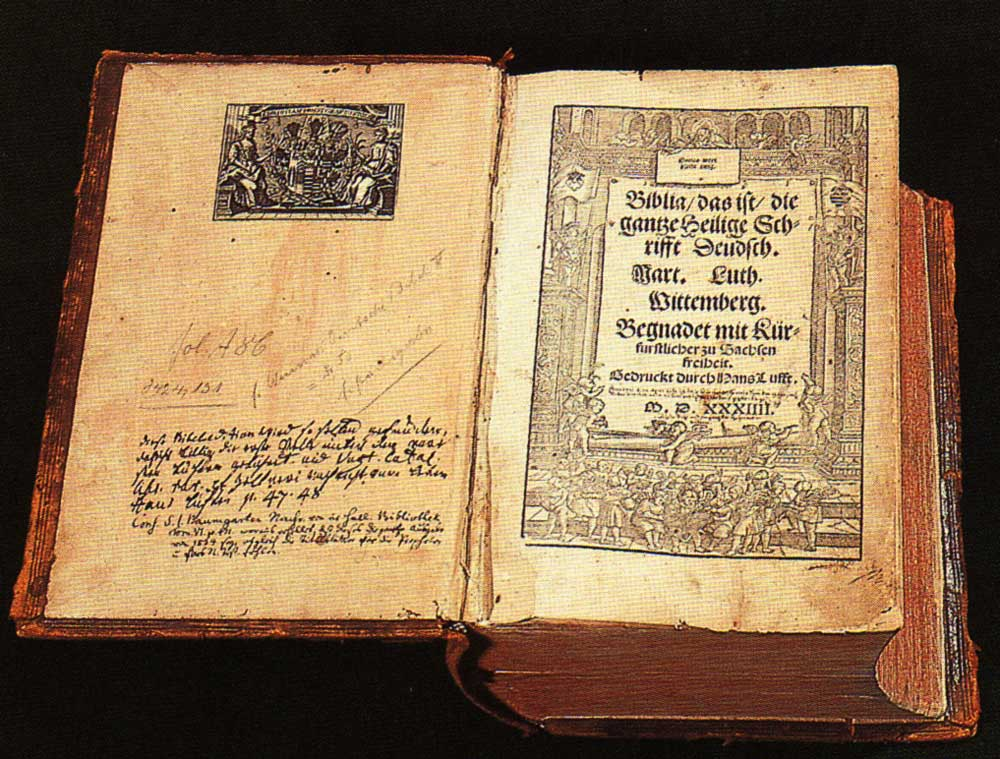
Tradução de Lutero da Bíblia, de 1534

Tradicionalmente, os luteranos consideram que a Bíblia do Antigo e do Novo Testamento é o único livro de inspiração divina, a única fonte de conhecimento divinamente revelado e a única norma para o ensino cristão. Somente a Escritura é o princípio formal da fé, a autoridade final para todas as questões de fé e moral por causa de sua inspiração, autoridade, clareza, eficácia e suficiência.
A autoridade das Escrituras foi contestada durante a história do luteranismo. Martinho Lutero ensinou que a Bíblia era a Palavra escrita de Deus e o único guia confiável para fé e prática. Ele sustentou que toda passagem da Escritura tem um significado direto, o sentido literal como interpretado por outras Escrituras. Estes ensinamentos foram aceitos durante o luteranismo ortodoxo do século XVII. Durante o século XVIII, o racionalismo defendia a razão e não a autoridade da Bíblia como a fonte final de conhecimento, mas a maioria dos leigos não aceitou essa posição racionalista. No século XIX, um renascimento confessional enfatizou novamente a autoridade da Bíblia e o acordo com as Confissões Luteranas.

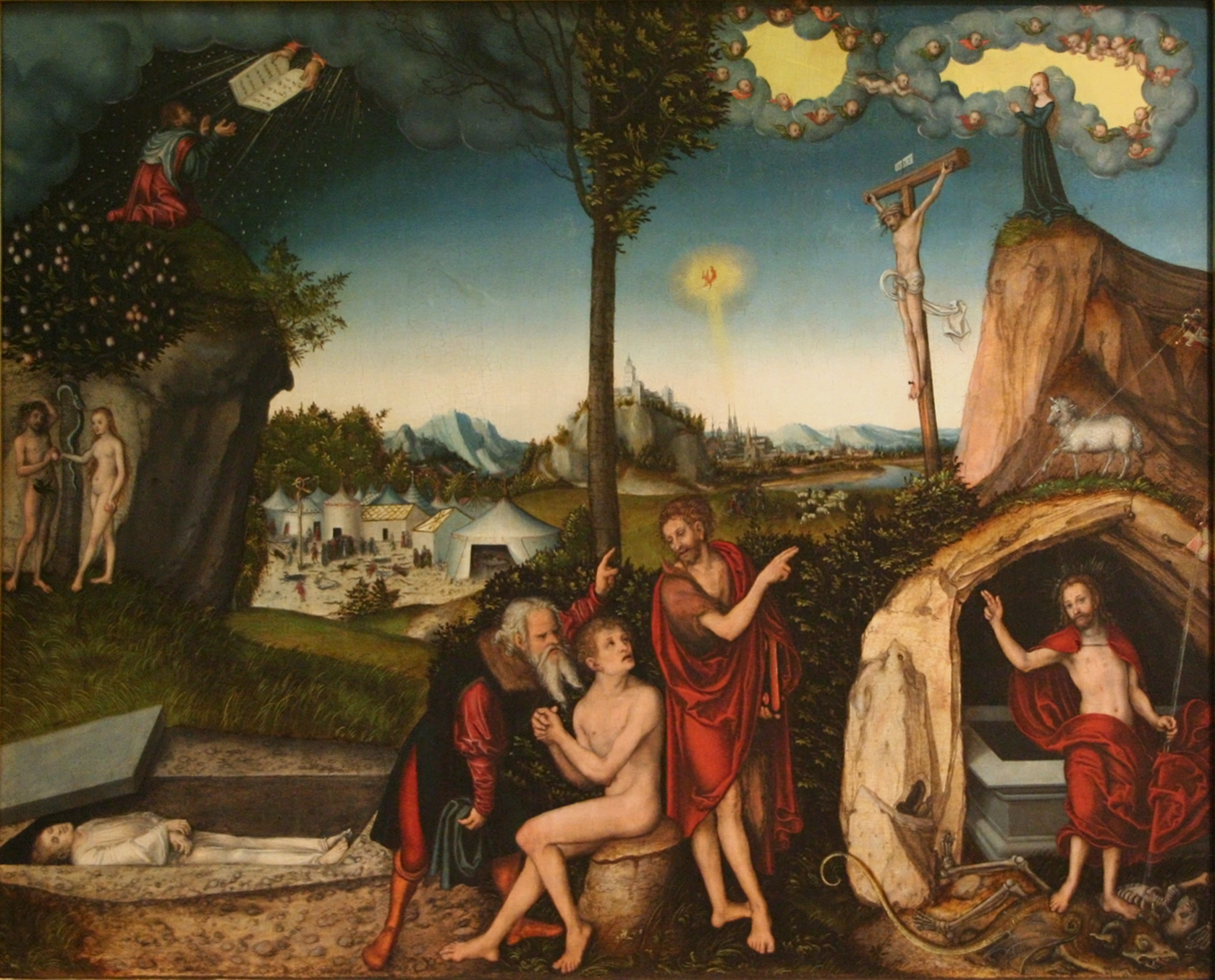
Moisés e Elias apontam o pecador procurando a salvação de Deus na cruz para encontrá-lo (Teologia da Cruz)

Hoje, os luteranos discordam sobre a inspiração e autoridade da Bíblia. Os conservadores teológicos usam o método histórico-gramatical da interpretação bíblica, enquanto os liberais teológicos usam o método crítico mais elevado. Pesquisa sobre Paisagem Religiosa dos EUA, realizada em 2008 pelo Pew Research Center pesquisou 1.926 adultos nos Estados Unidos que se identificaram como luteranos. O estudo descobriu que 30% acreditavam que a Bíblia era a Palavra de Deus e deveria ser tomada literalmente palavra por palavra. 40% afirmaram que a Bíblia era a Palavra de Deus, mas não era literalmente verdadeira, palavra por palavra, ou não tinham certeza se era literalmente verdadeira, palavra por palavra. 23% disseram que a Bíblia foi escrita por homens e não a Palavra de Deus. 7% não sabiam, não tinham certeza ou tinham outros cargos.

### Inspiração

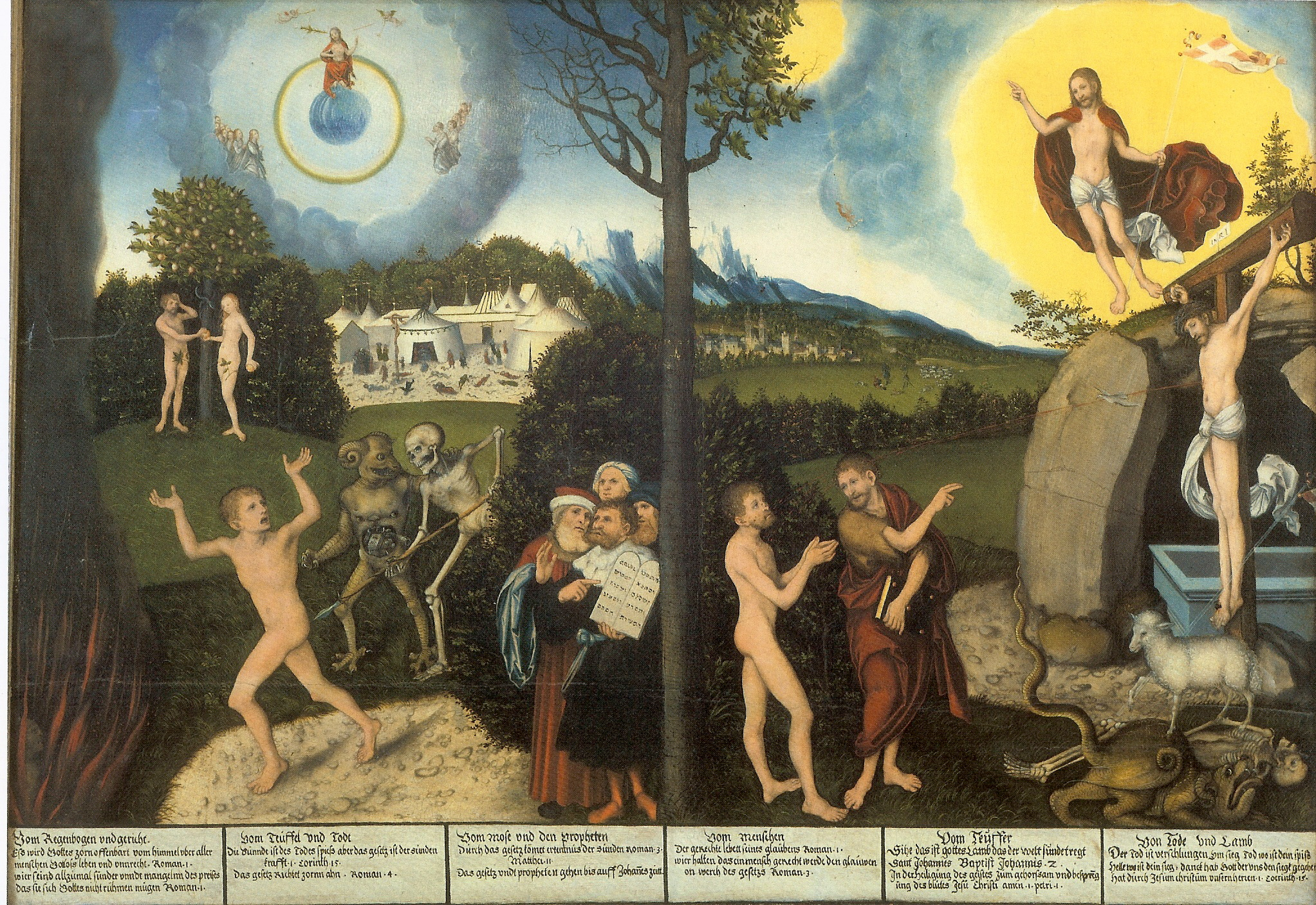
Lei e Graça, de Lucas Cranach, o Velho. O lado esquerdo mostra a condenação dos humanos sob a lei de Deus, enquanto o lado direito apresenta a graça de Deus em Cristo

Embora muitos luteranos tenham hoje visões menos específicas da inspiração , historicamente os luteranos afirmam que a Bíblia não contém apenas a Palavra de Deus, mas cada palavra dela é, por causa da plenária, inspiração verbal, a palavra direta e imediata de Deus. A Apologia da Confissão de Augsburgo identifica a Sagrada Escritura com a Palavra de Deus e chama o Espírito Santo o autor da Bíblia. Por isso, os luteranos confessam na Fórmula da Concórdia: "recebemos e abraçamos de todo o coração as Escrituras proféticas e apostólicas do Antigo e do Novo Testamentos como a pura e clara fonte de Israel". Os livros apócrifos não foram escritos pelos profetas nem por inspiração; eles contêm erros e nunca foram incluídos no cânon da Judéia que Jesus usou; portanto, eles não são parte da Sagrada Escritura. As Escrituras proféticas e apostólicas são autênticas como escritas pelos profetas e apóstolos. Uma tradução correta de seus escritos é a Palavra de Deus, porque tem o mesmo significado que o original em hebraico e grego. Um erro de tradução não é a palavra de Deus, e nenhuma autoridade humana pode investi-lo com autoridade divina.

### Clareza
Historicamente, os luteranos entendem a Bíblia para apresentar todas as doutrinas e comandos da fé cristã claramente. Além disso, os luteranos acreditam que a Palavra de Deus é livremente acessível a todo leitor ou ouvinte da inteligência comum, sem exigir nenhuma educação especial. Um luterano deve entender a linguagem na qual as escrituras são apresentadas, e não deve estar tão preocupado com o erro, a fim de evitar a compreensão. Como resultado disso, os luteranos não acreditam que seja necessário esperar que qualquer clero, papa, erudito ou conselho ecumênico explique o significado real de qualquer parte da Bíblia.

## Luteranismo mundial

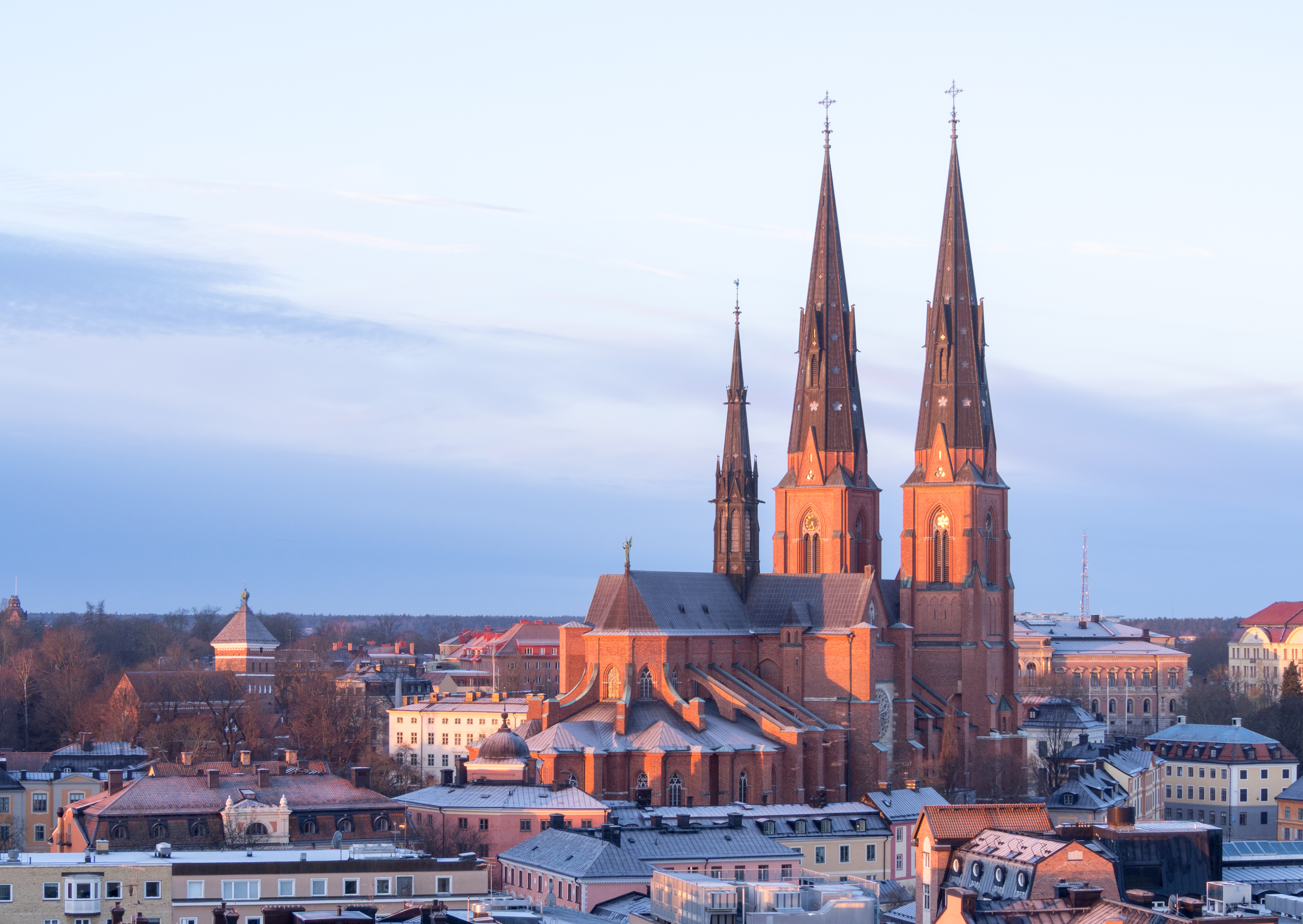
Catedral Luterana de Uppsala, sede da Igreja da Suécia

Atualmente, o luteranismo está presente em todos os continentes habitados, congregando milhões de pessoas. Segundo alguns dados levantados no período de 2015-2017, o número de luteranos ultrapassa a marca dos 80 000 000.
Hoje, mundo afora, existem cerca de 250 ramos luteranos, entre estes, mais de 160 igrejas estão filiadas à Federação Luterana Mundial (FLM) e mais 40 fazem parte do Concílio Luterano Internacional (CLI). As demais igrejas luteranas estão na sua maioria filiadas à Conferência Luterana Confessional e várias outras se intitulam Comunidades Luteranas Independentes.
As maiores igrejas de cunho luterano atualmente são as igrejas da Suécia (6,0 milhões); Tanzânia (6,5 milhões); e Etiópia (8 milhões).

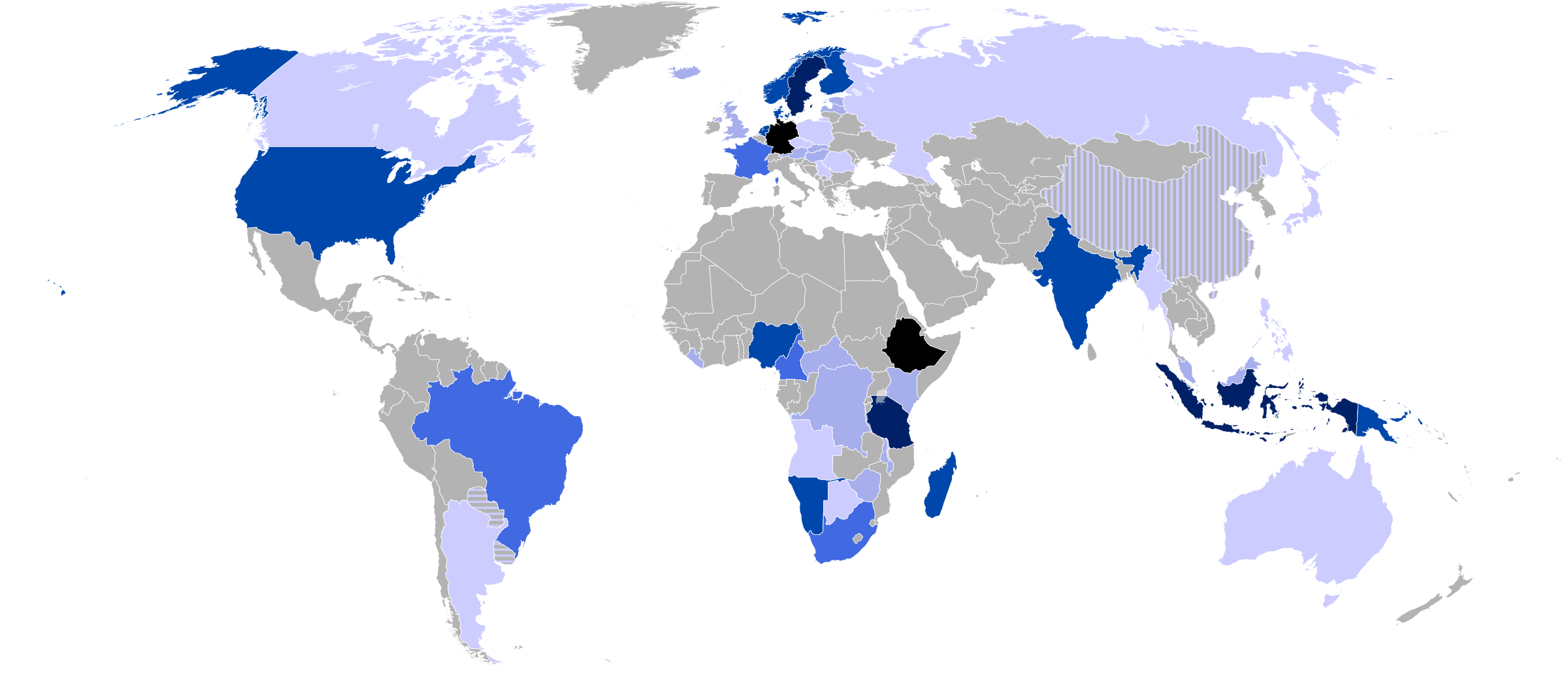
Número de luteranos por país, em 2013.
Mais de 10 milhões
Mais de 5 milhões
Mais de 1 milhão
Mais de 500 mil
Mais de 100 mil

Recentemente, os luteranos veem um singelo crescimento no número de seguidores ao redor do mundo. A Igreja Luterana na América do Norte, América Latina, Caribe e Europa vem experimentando uma redução no número de membros, no entanto vem apresentando um grande crescimento no continente asiático e africano.
O luteranismo é o maior grupo religioso na Dinamarca, nas Ilhas Faroé, na Gronelândia, na Islândia, na Noruega, na Suécia, na Finlândia, na Estônia, na Letônia, na Namíbia, e em alguns estados no norte do EUA.
O luteranismo ainda é o maior grupo cristão protestante da Alemanha (20% da população), da Lituânia, da Polônia, da Áustria, da Eslováquia, da Eslovênia, da Croácia, da Sérvia, do Cazaquistão, do Tajiquistão, de Papua Nova Guiné, do norte de Sumatra na Indonésia, e da Tanzânia.
Embora a Namíbia seja o único país fora da Europa a ter uma maioria luterana, há número considerável de luteranos em outros países africanos como Nigéria, República Centro Africana, Chade, Quênia, Malawi, Congo, Camarões, Etiópia, Zimbabwe e Madagáscar, nações onde a população luterana ultrapassa dos 100 000.
Além destes, os seguintes países também têm considerável população luterana: Holanda, Canadá, Reino Unido, França, República Checa, Hungria, Eslováquia, Brasil, Malásia, Índia, Indonésia, África do Sul e os Estados Unidos
O luteranismo é a religião oficial do Estado na Noruega, Islândia, Dinamarca, Groenlândia e nas Ilhas Faroé. A Finlândia tem a sua igreja luterana estabelecida como igreja nacional. Da mesma forma, a Suécia também tem sua igreja nacional, que era a religião oficial do Estado até o ano de 2000. A igreja da Suécia ainda não é inteiramente livre, seu status como "Igreja Evangélica Luterana" ainda é regida pela lei civil. Mas, desde 2000, nomeia seus próprios bispos, etc.
A distribuição dos luteranos hoje se encontra da seguinte forma:
Europa: 35 milhões;
África: 24 milhões; Ásia: 13 milhões;
América: 8 milhões.

### No Brasil

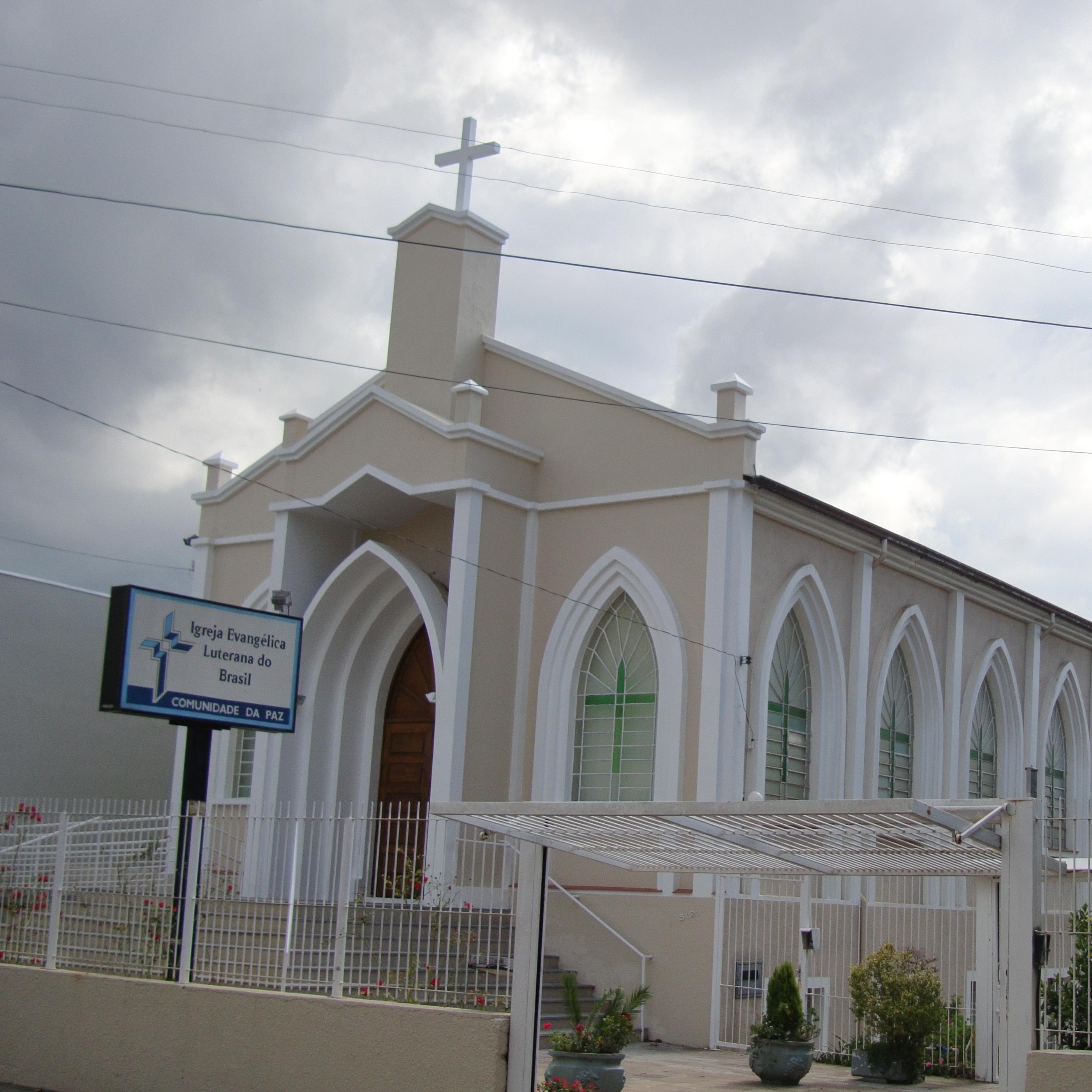
Congregação luterana pertencente a Igreja Evangélica Luterana do Brasil em Caxias do Sul

Com o princípio de difundir a teologia do luteranismo pelo mundo, uma esquadra saiu da Alemanha ao rumo do Brasil poucos anos; o primeiro indício da propagação da crença luterana no Brasil aconteceu em 1532, com a chegada de Heliodoro Heoboano, que era filho de Helius Eobano Hesse, amigo de Lutero, no porto de São Vicente, São Paulo. No entanto, Heliodoro estava a bordo da esquadra do Governador da Índia Martim Afonso de Sousa, sendo que rapidamente teve que retornar para o seu país de origem, e o luteranismo no Brasil ficou esquecido por cerca de três séculos. O mártir Hans Staden, que ficou conhecido por ter sido aprisionado pelos índios, cantou vários hinos de Lutero, bem como deu ordens para erigir a primeira capela evangélica no Brasil neste meio-tempo, na cidade de Ubatuba, São Paulo.

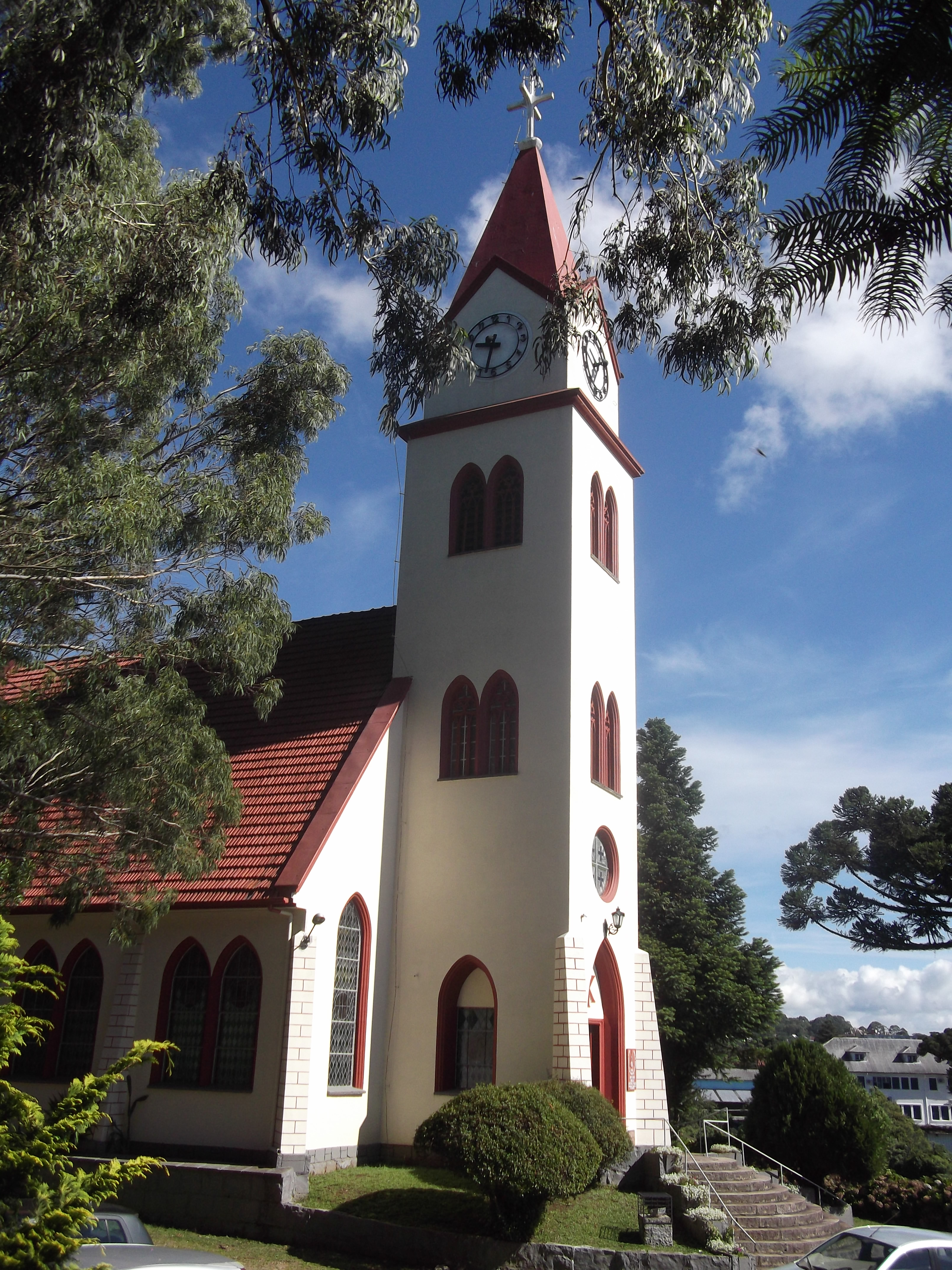
Congregação da Igreja Evangélica de Confissão Luterana no Brasil em Gramado

A primeira congregação luterana fundada oficialmente no Brasil foi estabilizada apenas no dia 3 de maio de 1824, na cidade de Nova Friburgo, Rio de Janeiro, tendo o reverendo Friedrich Osvald Sauerbronn sido o primeiro pastor luterano em terras brasileiras. Isto só foi possível pela organização dos fluxos europeus feita por Dom Pedro I, que impulsionou a imigração alemã no Brasil e a expansão por todo o país. No mesmo ano, em 25 de julho, uma segunda leva de imigrantes desembarcou em São Leopoldo, Rio Grande do Sul, juntamente com o Reverendo Georg Ehlers. Em virtude destas viagens, o governo brasileiro da época contribuiu com a contratação e assistência de pastores.
Com esta difusão, foram formadas duas principais denominações de Igreja no país. A Igreja Evangélica de Confissão Luterana no Brasil (IECLB), é a que corresponde ao maior número de membros, e se formou a partir da vinda de luteranos da Alemanha que imigraram para o Brasil. No mesmo período, foi formada também a Igreja Evangélica Luterana do Brasil (IELB), proveniente de missões de norte-americanos a partir do início do século XX. Além disso, outras denominações independentes foram criadas ao longo dos anos, com o número de membros abaixo de cem mil. No que corresponde a teologia, a IECLB e a IELB apresentam a mesma fé, baseada na reforma apresentada por Lutero, porém diferenças históricas fazem com que haja alguma divergência entre os membros de ambas as congregações. Sobre o assunto, o Dr. Joachim Fischer comentou: "O âmbito da IECLB passou-se da indefinição ou diversidade confessional para a confessionalidade luterana. A IELB, por sua vez, deixou de lado a polêmica contra o unionismo da IECLB. Ambas as igrejas passaram da polêmica e da rivalidade para a colaboração e fraternidade".
| Região/Estado                 | Número  |
| ----------------------------- | ------- |
| Rio Grande do Sul             | 630 mil |
| Santa Catarina                | 260 mil |
| Paraná                        | 90 mil  |
| Espírito Santo                | 85 mil  |
| São Paulo                     | 47 mil  |
| Minas Gerais e Rio de Janeiro | 35 mil  |
| Região Centro-Oeste           | 27 mil  |
| Rondônia                      | 21 mil  |
| Região Nordeste               | 10 mil  |
| Região Norte (exceção de RO)  | 5 mil   |

O desenvolvimento do luteranismo no Brasil se intensificou na Região Sul, além do estabelecimento de pequenas capelas nos quatro estados da Região Sudeste. Na Região Norte, o luteranismo é mais forte no estado de Rondônia, onde foi apresentado em 23 de julho de 1970 pelo pastor Joachim Maruhn. Atualmente, estima-se que existam cerca de 900 mil luteranos no Brasil.